# Estación de Valladolid-Universidad
Estación de Valladolid-Universidad vasútállomás Spanyolországban, Valladolid településen.

## Vasútvonalak
Az állomást az alábbi vasútvonalak érintik:
- Madrid-Hendaya-vasútvonal

## Kapcsolódó állomások
A vasútállomáshoz az alábbi állomások vannak a legközelebb:
- Estación de Valladolid-Campo Grande